# گرد قچی‌آباد
گرد قچی آباد مربوط به دوران پیش از تاریخ ایران باستان است و در شمال مه‌آباد (فیروزکوه) واقع شده و این اثر در تاریخ ۱۶ دی ۱۳۴۵ با شمارهٔ ثبت ۶۰۵ به‌عنوان یکی از آثار ملی ایران به ثبت رسیده است.